# 有馬頼永
有馬 頼永（ありま よりとう）は、筑後久留米藩の第10代藩主。久留米藩有馬家11代。

## 生涯
文政5年（1822年）3月24日、第9代藩主・有馬頼徳の四男として生まれる。文政9年（1826年）に世子に指名された。天保5年（1834年）に従四位下・侍従・上総介に叙位・任官される。天保13年（1842年）に筑後守に遷任された。幼少時から聡明で、特に西洋砲術に興味を示し、藩士にも奨励したといわれる。天保15年（1844年）、父の死去により家督を継いだ。
藩の財政難を再建するため、頼永は積極的な藩政改革に乗り出した。5年間の倹約による緊縮財政、綱紀粛正、軍制の西洋近代化、外国情勢の入手、海防の強化、有能な人材登用などがそれである。しかし改革を始めた矢先に尿血症（腎臓結核）に倒れ、以後は病に倒れて改革を思うように推し進めることもできず、弘化3年（1846年）7月3日に死去した。享年25。跡を異母弟で養子の頼咸が継いだ。
暗愚な藩主が多かった久留米藩の中で、頼永だけは自ら藩政改革を推し進めたことにより、歴代藩主の中でも名君として評価されている。しかし在任2年で若死にしたために、改革の効果は現れることもなく、後継者の頼咸の代には彼が見出した人材がことごとく自滅していくことになる。

## 系譜
- 父：有馬頼徳（1797-1844）
- 母：お綱、松檮院
- 正室：晴姫 - 島津斉宣の十二女
- 養子
  - 男子：有馬頼咸（1828-1881） - 実弟